# 陈俊英
陈俊英（發音：[t͡ɕən˨˩ twən˧˦ ʔajŋ̟˧˧]；1964年4月6日—），1996年11月29日加入越南共产党，越南政治人物、外交官。曾任越共中央政治局委员、中央经济部部长。

## 人物履历
陈俊英祖籍广义省德普市社，为前越南国家主席陈德良之子，早年在越南外交学院就读，并最终获得经济学博士学位，政治理论水平达到高级。毕业后曾任越南计划投资部对外经济司专员，1999年6月，出任越南工业部工业战略与政策研究院副院长，2000年6月改任越南外交部经济综合司副司长，代司长，外交部服务经济外交基金会经理，后外派美国，出任越南驻旧金山总领事，2008年5月，回到越南，成为越共芹苴市委常委、市人民委员会副主席。
2010年，回到河内，出任越南工贸部副部长，并于2011年兼任胡志明市工业大学校长至2013年。2015年，出任越共中央中央经济部副部长。
2016年，升任越南工贸部部长。
2021年，在越南共產黨第十三次全國代表大會上，当选为新一届越共中央政治局委员（排名第五）。同年2月6日，出任越共中央中央经济部部长。2024年1月，陈俊英辞去党政职务，退休。